# Liste der Baudenkmäler in Otzing
Auf dieser Seite sind die Baudenkmäler in der niederbayerischen Gemeinde Otzing zusammengestellt. Diese Tabelle ist eine Teilliste der Liste der Baudenkmäler in Bayern. Grundlage ist die Bayerische Denkmalliste, die auf Basis des Bayerischen Denkmalschutzgesetzes vom 1. Oktober 1973 erstmals erstellt wurde und seither durch das Bayerische Landesamt für Denkmalpflege geführt wird. Die folgenden Angaben ersetzen nicht die rechtsverbindliche Auskunft der Denkmalschutzbehörde.

## Baudenkmäler nach Ortsteilen

### Otzing
| Lage                         | Objekt                                     | Beschreibung                                                                      | Akten-Nr.     | Bild                                       |
| ---------------------------- | ------------------------------------------ | --------------------------------------------------------------------------------- | ------------- | ------------------------------------------ |
| Goethestraße 9 (Standort)    | Evangelisch-lutherische Kirche             | einfacher Saalbau mit offenem Dachstuhl und Glockenstuhl, von Albert Köhler, 1961 | D-2-71-143-16 | weitere Bilder                             |
| Hauptstraße (Standort)       | Heiligenfigur, Halbfigur des Hl. Sebastian | 18. Jahrhundert, in moderner Bildnische                                           | D-2-71-143-2  | Heiligenfigur, Halbfigur des Hl. Sebastian |
| Hauptstraße 69 (Standort)    | Katholische Pfarrkirche St. Laurentius     | neuromanische dreischiffige Basilika mit Nordturm, 1900; mit Ausstattung          | D-2-71-143-1  | weitere Bilder                             |
| Laillinger Straße (Standort) | Feldkapelle                                | neugotischer Satteldachbau mit Dachreiter, 1889                                   | D-2-71-143-4  | weitere Bilder                             |

### Arndorf
| Lage                                                | Objekt                                      | Beschreibung | Akten-Nr.    | Bild                                        |
| --------------------------------------------------- | ------------------------------------------- | --- | ------------ | ------------------------------------------- |
| Arndorf 20 (Standort)                               | Wohnstallhaus eines ehemaligen Vierseithofs | zweigeschossiger Blockbau mit Frackdach, zwei Giebelschroten, profilierten Stürzen und giebelseitigem Stallteil, bezeichnet 1776 | D-2-71-143-6 | Wohnstallhaus eines ehemaligen Vierseithofs |
| Arndorf 20 (Standort)                               | Stadel eines ehemaligen Vierseithofs        | doppeltenniger Blockbau mit Steildach und aufgesteilten Einfahrten, Ende 18. Jahrhundert                                         | D-2-71-143-6 | Stadel eines ehemaligen Vierseithofs        |
| In Arndorf (Standort)                               | Katholische Filialkirche St. Petrus         | kleiner Saalbau mit eingezogenem Chor und Zwiebel-Dachreiter, Chor spätgotisch, Langhaus 18. Jahrhundert; mit Ausstattung        | D-2-71-143-5 | weitere Bilder                              |
| Wirtswegäcker, an der Straße nach Otzing (Standort) | Bildstock, Granitsäule mit Laterne          | 17./18. Jahrhundert; an der Straße nach Otzing                                                                                   | D-2-71-143-7 | Bildstock, Granitsäule mit Laterne          |

### Asenhof
| Lage                | Objekt    | Beschreibung                                        | Akten-Nr.    | Bild      |
| ------------------- | --------- | --------------------------------------------------- | ------------ | --------- |
| Hofäcker (Standort) | Bildstock | schlanker Steinpfeiler mit Laterne, bezeichnet 1678 | D-2-71-143-8 | Bildstock |

### Haunersdorf
| Lage                      | Objekt                               | Beschreibung                                                                                              | Akten-Nr.     | Bild           |
| ------------------------- | ------------------------------------ | --- | ------------- | -------------- |
| Haunersdorf 12 (Standort) | Katholische Filialkirche St. Ottilia | barocker Saalbau mit eingezogenem überhöhtem Chor und Westturm mit Zwiebelhaube, 1662–64; mit Ausstattung | D-2-71-143-10 | weitere Bilder |

### Kleinweichs
| Lage                                                   | Objekt                              | Beschreibung                                                                                                   | Akten-Nr.     | Bild                                |
| ------------------------------------------------------ | ----------------------------------- | --- | ------------- | ----------------------------------- |
| Kleinweichs 3 c (Standort)                             | Katholische Filialkirche St. Ulrich | barocker tonnengewölbter Saalbau mit eingezogenem Chor und Zwiebelturm, Mitte 18. Jahrhundert; mit Ausstattung | D-2-71-143-11 | Katholische Filialkirche St. Ulrich |
| Hofäcker, an der Abzweigung nach Eisenstorf (Standort) | Bildstock                           | Steinsäule mit Laterne und gusseisernem Kruzifix, 17./18. Jahrhundert; an der Abzweigung nach Eisenstorf       | D-2-71-143-12 | Bildstock                           |

### Lailling
| Lage                  | Objekt                                | Beschreibung | Akten-Nr.     | Bild           |
| --------------------- | ------------------------------------- | --- | ------------- | -------------- |
| Am Bach 38 (Standort) | Katholische Filialkirche St. Nikolaus | barocker Saalbau mit mittelalterlichem Chorturm, Turm 13. Jahrhundert, Sakristei um 1500, Langhaus 1760 geweiht, 1908 erweitert; mit Ausstattung | D-2-71-143-14 | weitere Bilder |

## Ehemalige Baudenkmäler
In diesem Abschnitt sind Objekte aufgeführt, die früher einmal in der Denkmalliste eingetragen waren, jetzt aber nicht mehr. Objekte, die in anderem Zusammenhang also z. B. als Teil eines Baudenkmals weiter eingetragen sind, sollen hier nicht aufgeführt werden. Aktennummern in diesem Abschnitt sind ehemalige, jetzt nicht mehr gültige Aktennummern.

| Lage                        | Objekt                     | Beschreibung                                                        | Akten-Nr.     | Bild                       |
| --------------------------- | -------------------------- | ------------------------------------------------------------------- | ------------- | -------------------------- |
| Lailling Am Bach (Standort) | Ehemaliges Kleinbauernhaus | zweigeschossiger Blockbau mit Flachsatteldach, noch 17. Jahrhundert | D-2-71-143-13 | Ehemaliges Kleinbauernhaus |